# 蒙特利尔岛
蒙特利爾島（法語：Île de Montréal）是加拿大的島嶼，位於聖勞倫斯河和渥太華河的交匯處，魁北克省西南部，長50公里、寬16公里，面積499.19平方公里，最高點海拔高度233米，2011年人口1,886,481。魁北克省最大城市蒙特婁位於蒙特婁島上。

## 外部連結
- Flags and Coats of Arms （页面存档备份，存于）